# 이반 카비에데스
이반 카비에데스(스페인어: Jaime Iván Kaviedes Llorenty, 1977년 10월 24일 ~ )는 에콰도르의 은퇴한 축구 선수로, 포지션은 스트라이커였다. 그는 2002 월드컵과 2006 월드컵에 참가한 바 있다.
그는 일본에서도 유명했는데, 그의 동료 중 한명이 일본인이었기 때문이다.

## 스파이더맨 세레모니
2006년 6월 15일, 카비에데스는 코스타리카와의 2차전에서 세 번째 골을 성공시킨 뒤 주머니에 숨겨 놨던 노란색의 스파이더맨 마스크를 뒤집어 쓰는 골 세리머니를 했다. 이유는 2005년에 별명이 '스파이더맨'이었던, 그의 동료인 오틸리노 테노리오가 불의의 교통사고로 죽자 그와의 기쁨을 함께 하고 싶었기 때문이라고 말했다.
그러나 이 세레머니가 FIFA규정에 저촉되는 것이 아니냐는 논란에 휩싸였었는데 다행히 마스크 착용은 유니폼 탈의 세레머니와 달리 금지하고 있지않아 징계를 면했다.

## 경력
- 1999년 코파 아메리카 국가대표
- 2002년 FIFA 월드컵 국가대표
- 2006년 FIFA 월드컵 국가대표